# Friedrich Julius Kieschke
Friedrich Julius Kieschke (* 27. Februar 1819 in Potsdam; † 10. April 1895 in Berlin) war ein deutscher Politiker.

## Leben
Als Sohn des Oberregierungsrates Friedrich Wilhelm Kieschke (1790–1863) geboren, studierte Kieschke nach dem Besuch des Collegium Fridericianums in Königsberg Rechts- und Staatswissenschaften in Breslau und Königsberg. Während seines Studiums wurde er 1837 Mitglied der Breslauer Burschenschaft Raczeks. 1848 ging er in den Verwaltungsdienst und wurde Regierungsrat in Köln. Von 1859 bis 1867 war er im Preußischen Handelsministerium tätig. Er wurde Oberregierungsrat. Von 1867 bis 1872 war er Oberbürgermeister von Königsberg. Er gehörte von 1870 bis 1893 dem Preußischen Abgeordnetenhaus als Abgeordneter der Nationalliberalen Partei, dann der Liberalen Vereinigung und später der Deutschen Fortschrittspartei an. Er wurde Geheimer Oberregierungsrat. Von 1867 bis 1872 war er Vorsitzender des Vereins der Deutschen Zuckerindustrie.
Friedrich Julius Kieschke war verheiratet mit Marie Funk. Ihre Tochter Clara Kieschke (1864–1926) heiratete 1885 den Chemiker Alexander Herzfeld. Kieschke starb 1895 im Alter von 76 Jahren in Berlin und wurde auf dem Alten Zwölf-Apostel-Kirchhof in Schöneberg bei Berlin beigesetzt. Das Grab ist nicht erhalten.